# 罗伯特·普雷姆
罗伯特·普雷姆（德語：Robert Prem，1957年6月12日—），德国男子帆船运动员。他曾代表德国参加2008年和2012年夏季残疾人奥林匹克运动会帆船比赛，获得一枚金牌和一枚银牌。